# Henri Sigfridsson
Pour les articles homonymes, voir Sigfridsson.
Henri Sigfridsson (né en 1974 à Turku) est un pianiste finlandais.

## Biographie
Il est professeur de piano à l'université de musique et d'art dramatique de Graz en Autriche.
Il a interprété notamment des trios de Chostakovitch et Brahms avec Sol Gabetta et Patricia Kopatchinskaja à Paris.

## Prix reçus
- Double premier prix (du public et de musique de chambre) au Concours Beethoven de Bonn en 2005.
- Premier prix du Concours international Franz-Liszt à Weimar en 1994.
- Second prix du Concours Gézza-Anda de Zurich en 2000.